# Oswine di Deira
Oswine, ovvero Osvvine Osricing Deira Cyning (... – Gilling, 20 agosto 651), è stato re di Deira (Inghilterra settentrionale) nel 644-651.

## Biografia
Figlio del re Osric, dopo la morte di questi andò in esilio nel Wessex, mentre il regno di Deira veniva nuovamente unificato a quello di Bernicia dal re e bretwalda Oswald.
Dopo che Oswald venne sconfitto e ucciso nella battaglia di Maserfield del 642, riuscì ad ottenere nuovamente il trono paterno di Deira, intorno al 644 e fu quindi in conflitto con il figlio di Oswald, Oswiu, succeduto al padre sul solo trono di Bernicia.
Secondo il racconto del Venerabile Beda venne ucciso il 20 agosto del 651 a Gilling da Oswiu essendosi rifiutato di ingaggiare battaglia e venne venerato come santo e martire. Con la sua morte ha termine la dinastia reale di Deira e dalla definitiva riunione del regno di Bernicia con quello di Deira nasce il regno di Northumbria